# Judici dels metges
El Judici dels metges (oficialment, United States of America v. Karl Brandt, et al.) va ser el primer de dotze processos per crim de guerra i crim contra la humanitat, conduïts a Nuremberg (Alemanya) per les autoritats dels Estats Units d'Amèrica en la seva zona d'ocupació després de la fí de la Segona Guerra Mundial. Aquest primer dels Judicis de Nuremberg, com els següents, va ser organitzat per tribunals militars entre 1945 i 1946.
Dels 23 acusats, vint van ser metges, Brack, Rudolf Brandt i Sievers eren dignitaris nazis.Tot van ser acusats d'organitzar o d'executar experiments mèdics sens cap consentiment dels implicats, segons el cas amb pacients d'hospitals o amb presóners de camps de concentració, experiments pseudo-mèdics amb assassinats, tortures i altres atrocitats inhumans. L'acte d'acusació comprenia també crims d'eliminació de «vides no mereixedores de vida» durant l'Aktion T4 tal com la participació i col·laboració a l'assassinat massiu dels presóners dels camps de concentració i d'exterminació.

## Les quatre incriminacions
1. Crim de guerra: assassinats, tortura i violacions, contraris a la Convenció de Ginebra.
2. Crim contra la humanitat
3. Genocidi
4. Crim d'agressió, segons l'Estatut de Roma, l'atac premeditat contra la seguretat d'un estat sobirà.

| Nom                     | Càrrec | Acusació | Acusació | Acusació | Acusació | Sentència                            |
| Nom                     | Càrrec | 1        | 2        | 3        | 4        | Sentència                            |
| ----------------------- | --- | -------- | -------- | -------- | -------- | ------------------------------------ |
| Hermann Becker-Freyseng | Stabsarzt de la Luftwaffe (Capità, Cap del Departament de Medicina Aérea del Servei Mèdic de la Luftwaffe | A        | C        | C        |          | 20 anys de presó, reduïts a 10 anys. |
| Wilhelm Beiglböck       | Metge conseller de la Luftwaffe | A        | C        | C        |          | 15 anys de presó, reduïts a 10 anys. |
| Kurt Blome              | Reichsgesundheitsführer); Plenipotenciari de la Investigació del Cáncer al Consell d'Investigació del Cáncer | A        | A        | A        |          | alliberat                            |
| Viktor Brack            | Oberführer de l'Schutzstaffel (SS) i Sturmbannführer de la Waffen-SS; Cap Administratiu oficial de la Cancelleria del Führer del Partit Nacional Socialista dels Treballadors Alemanys (NSDAP)                                                                                                | A        | C        | C        | C        | Mort.                                |
| Karl Brandt             | Mèdic personal d'Adolf Hitler; Gruppenführer de la SS i Tinent General de la Waffen-SS; Comissionat del Reich per a la salut; membre del Consell de la Recerca del Reich (Reichsforschungsrat)                                                                                                | A        | C        | C        | C        | Mort.                                |
| Rudolf Brandt           | Standartenführer de l'SS; Oficial administratu personal del Reichsführer SS Himmler (Persönlicher Referent von Himmler); Conseller Ministerial i Cap de l'oficina ministerial al ministeri de l'Interior.                                                                                     | A        | C        | C        | C        | Mort.                                |
| Fritz Fischer           | Sturmbannführer de la Waffen-SS i mèdic adjunt al sanatori de Hohenlychen. | A        | C        | C        | C        | Presó Perpètua, reduït a 15 anys.    |
| Karl Gebhardt           | Gruppenführer de l'SS i Tinent General de la Waffen-SS; metge personal del Reichsführer SS Heinrich Himmler; Cap de cirurgia de l'staff de mèdics SS del Reich i la policía (Oberster Kliniker, Reichsarzt SS und Polizei); President de la Creu Roja alemanya.                               | A        | C        | C        | C        | Mort.                                |
| Karl Genzken            | Gruppenführer de l'SS i Tinent General de la Waffen-SS; cap del departament mèdic de l'SS (Chef des Sanitätsamts der Waffen SS) | A        | C        | C        | C        | Presó perpètua, reduïda a 20 anys.   |
| Siegfried Handloser     | Generaloberstabsarzt (Coronel, Servei Mèdic); Inspector mèdic de l'exèrcit (Heeressanitätsinspekteur); cap dels Serveis mèdics de les forces armades (Chef des Wehrmachtsanitätswesens) | A        | C        | C        |          | Presó Perpètua, reduïda a 20 anys.   |
| Waldemar Hoven          | Hauptsturmführer de l'SS i metge en cap del camp de concentració de Buchenwald | A        | C        | C        | C        | Mort.                                |
| Joachim Mrugowsky       | Oberführer de l'SS; higienista en cap del Reichsarzt SS i policía; Cap de l'Institut d'Higiene de la Waffen-SS (Chef des Hygienischen Institutes der Waffen SS) | A        | C        | C        | C        | Mort.                                |
| Herta Oberheuser        | Mèdic al camp de concentració de Ravensbrück i mèdic adjunt de l'acusat Karl Gebhardt al sanatori de Hohenlychen. | A        | C        | C        |          | 20 anys de presó, reduït a 10 anys.  |
| Adolf Pokorny           | Dermatòleg | A        | A        | A        |          | Absolt.                              |
| Helmut Poppendick       | Oberführer; cap del èquip dels metges de l'SS i policía (Chef des Persönlichen Stabes des Reichsarztes SS und Polizei) | A        | A        | A        | C        | 10 anys de presó.                    |
| Hans Wolfgang Romberg   | Metge al Departament de medicina de la Luftwaffe a l'institut experimental d'aviació. | A        | A        | A        |          | Absolt.                              |
| Gerhard Rose            | Generalarzt de la Luftwaffe, metge general de la Luftwaffe; Cap del departament de Medicina tropical i professor de l'Iinstitut Robert Koch; Assessor d'higiene per a la Medicina tropical a la Luftwaffe                                                                                     | A        | C        | C        |          | Presó Perpètua, reduït a 20 anys     |
| Paul Rostock            | cirurg en cap de la Clínica Cirurgica de Berlín; assessor cirurgic de l'Exèrcit i cap de l' Oficina per a la Ciència i la Investigació Médica (Amtschef der Dienststelle Medizinische Wissenschaft und Forschung) subordenat a Karl Brandt, comissionat del Reich per a la Salut i la Sanedat | A        | A        | A        |          | Absolt.                              |
| Siegfried Ruff          | Director del Departament de medicina aeronáutica a l'Institut Alemany Experimental par a l'Aviació (Deutsche Versuchsanstalt für Luftfahrt); | A        | A        | A        |          | Absolt.                              |
| Konrad Schäfer          | Metge a l'Institut de Medicina Aeronáutica de Berlín | A        | A        | A        |          | Absolt.                              |
| Oskar Schröder          | Generaloberstabsarzt; cap de l'èquip d'inspectors del Servei Mèdic de la Luftwaffe (Chef des Stabes, Inspekteur des Luftwaffe-Sanitätswesens) | A        | C        | C        |          | Presó Perpètua, reduïda a 15 anys.   |
| Wolfram Sievers         | Standartenführer de l'SS; Director de la societat "Ahnenerbe" i del seu Institut per a la Investigació Científica Militar (Institut für Wehrwissenschaftliche Zweckforschung) | A        | C        | C        | C        | Mort.                                |
| Georg August Weltz      | Oberfeldarzt de la Luftwaffe; cap de l'Institut de Medicina Aeronáutica a Múnic | A        | A        | A        |          | Absolt.                              |

- A — Acusat
- C — Acusat i declarat culpable

## Altres metges nazis
Fora de la zona d'ocupació americana, altres metges nazis van practicar la seva concepció molt indiosincràtica del seu deure de mèdic. No tots van ser arrestats o condemnats i certs van escapar i amagar-se durant molt anys a la RDA, la RFA o Sud-amèrica, gràcies a la complicitat de funcionaris als serveis secrets, a la justícia i a la polícia, que malgrat llur passat nazi van obtenir posicions de responsabilitat a les administracions posthitlerianes.
- Kurt Heissmeyer (1905-1967), pneumòleg, arrestat només el 1964 i mort a la presó de Bautzen per la seva participació en els experiments amb russos i nens, assassinats a l'Escola del Bullenhuser Damm, condemnat en contumàcia durant els judicis de la Casa Curio
- Alfred Trzebinski (1902-1946), condemnat a mort al primier judici de la Casa Curio a Hamburg, per la serva participació en els assassinats dels nens del Bullenhuser Damm
- Eugen Fischer (1874-1967), metge i antropòleg racista
- Josef Mengele (1911-1979), metge del camp d'extermini d'Auschwitz